# Cuincy
Cuincy és un municipi francès, situat a la regió dels Alts de França, al departament del Nord. L'any 2006 tenia 6.661 habitants. Limita al nord amb Lauwin-Planque, al nord-est amb Flers-en-Escrebieux, a l'est amb Douai, al sud-est amb Férin, al sud amb Lambres-lez-Douai, al sud-oest amb Brebières, a l'oest amb Quiéry-la-Motte i al nord-oest amb Esquerchin.

## Demografia
| 1962                                       | 1968  | 1975  | 1982  | 1990  | 1999  | 2006  |
| ------------------------------------------ | ----- | ----- | ----- | ----- | ----- | ----- |
| 3.008                                      | 3.831 | 6.175 | 6.449 | 7.204 | 6.847 | 6.661 |
| Des de 1962: població sense dobles comptes |       |       |       |       |       |       |

## Administració
| Període | Identitat     | Partit |
| ------- | ------------- | ------ |
| 1995-   | Bernard Wagon | PS     |